# Petropedetes perreti
Petropedetes perreti är en groddjursart som beskrevs av Jean-Louis Amiet 1973. Petropedetes perreti ingår i släktet Petropedetes och familjen Petropedetidae. IUCN kategoriserar arten globalt som starkt hotad. Inga underarter finns listade i Catalogue of Life.